# Eisenbach (Our)
Das Dorf Eisenbach an der Our gehörte bis zum Ende des 18. Jahrhunderts zum Herzogtum Luxemburg und bestand aus den Ortsteilen Obereisenbach, Untereisenbach und Übereisenbach.
Nach dem Wiener Kongreß wurde Eisenbach geteilt. Unter- und Obereisenbach wurden dem Großherzogtum Luxemburg zugewiesen, Übereisenbach gehörte nun zum Königreich Preußen.
Übereisenbach links der Our ist heute eine Ortsgemeinde der Verbandsgemeinde Südeifel im Eifelkreis Bitburg-Prüm in Rheinland-Pfalz.
Untereisenbach und Obereisenbach rechts der Our sind heute Ortsteile der Gemeinde Parc Hosingen im Kanton Clerf im nördlichen Luxemburg.
Die beiden Ortsteile werden heute als Eisenbach bezeichnet.